# UCI Asia Tour 2014
Die UCI Asia Tour 2014 ist die zehnte Saison des vom Weltradsportverband Union Cycliste Internationale (UCI) zur Saison 2005 eingeführten asiatischen Straßenradsport-Kalenders unterhalb der UCI WorldTour, der zu den UCI Continental Circuits gehört. Die Saison beginnt am 1. Oktober 2013 und endet am 31. Dezember 2014.
Die Eintagesrennen und Etappenrennen der UCI Asia Tour sind in drei Kategorien (HC, 1 und 2) eingeteilt. Bei jedem Rennen werden Punkte für eine Gesamtwertung der Fahrer, Mannschaften und Nationen vergeben. An dieser Mannschaftswertung nehmen die Professional Continental Teams und die Continental Teams teil. An der Nationenwertung nehmen nur die Nationen des Kontinents teil, gezählt werden aber die Ergebnisse aller Circuits. An den einzelnen Rennen können auch ProTeams teilnehmen, die von Fahrern der ProTeams erzielten Platzierungen bleiben aber für die Rankings außer Betracht.

Zu den Regeln der einzelnen Ranglisten: 

## Gesamtstand
(Endstand: 31. Dezember 2014)
| Platz | Fahrer                   |                              | Team | Punkte |
| ----- | ------------------------ | ---------------------------- | ---- | ------ |
| 1.    | Mirsamad Pourseyedi      | Iran                         | TPT  | 480    |
| 2.    | Boris Schpilewski        | Russland                     | RTS  | 408    |
| 3.    | Alois Kaňkovský          | Tschechien                   | ADP  | 362    |
| 4.    | Jurij Metluschenko       | Ukraine                      |      | 338    |
| 5.    | Ilja Dawidenok * **      | Kasachstan                   |      | 272    |
| 6.    | Ghader Mizbani           | Iran                         | TPT  | 268    |
| 7.    | Grega Bole               | Slowenien                    | NIP  | 215    |
| 8.    | Rahim Ememi              | Iran                         | PKY  | 193    |
| 9.    | Julien Antomarchi        | Frankreich                   | LPM  | 190    |
| 10.   | Kamil Grądek             | Polen                        | BDC  | 181    |
| 11.   | Sam Witmitz              | Australien                   | BFL  | 173    |
| 12.   | Mychajlo Kononenko       | Ukraine                      | KLS  | 170    |
| 13.   | Wouter Wippert           | Niederlande                  | DPC  | 169    |
| 14.   | Jesse Kerrison *         | Australien                   | BFL  | 167    |
| 15.   | Milan Kadlec             | Tschechien                   | ADP  | 158    |
| 16.   | Yousef Mirza Bani Hammad | Vereinigte Arabische Emirate |      | 157    |
| 17.   | Hugh Carthy *            | Vereinigtes Konigreich       | RCJ  | 148    |
| 18.   | Amir Kolahdozhagh *      | Iran                         | TPT  | 143    |
| 19.   | Wadim Galejew *          | Kasachstan                   | AS2  | 134    |
| 20.   | Olexandr Poliwoda        | Ukraine                      | KLS  | 129    |
|       | ...                      |                              |      |        |
| 45.   | Fabian Schnaidt          | Deutschland                  | VBG  | 74     |
| 61.   | Martin Weiss             | Osterreich                   | TIR  | 55     |
| 249.  | Martin Elmiger           | Schweiz                      | IAM  | 12     |

| Platz | Team                                       |                              | Punkte |
| ----- | ------------------------------------------ | ---------------------------- | ------ |
| 1.    | Tabriz Petrochemical Team                  | Iran                         | 1022   |
| 2.    | Team Dukla Praha                           | Tschechien                   | 602    |
| 3.    | La Pomme Marseille 13                      | Frankreich                   | 571    |
| 4.    | RTS-Santic Racing Team                     | Taiwan                       | 547    |
| 5.    | Kolss Cycling Team                         | Ukraine                      | 513    |
| 6.    | Pishgaman Yazd                             | Iran                         | 492    |
| 7.    | Skydive Dubai Pro Cycling Team             | Vereinigte Arabische Emirate | 464    |
| 8.    | Vini Fantini Nippo                         | Japan                        | 422    |
| 9.    | Drapac Professional Cycling                | Australien                   | 421    |
| 10.   | Team Budget Forklifts                      | Australien                   | 391    |
| 11.   | Continental Team Astana                    | Kasachstan                   | 377    |
| 12.   | Terengganu Cycling Team                    | Malaysia                     | 331    |
| 13.   | OCBC Singapore Continental Cycling Team    | Singapur                     | 295    |
| 14.   | CCN Cycling Team                           | Brunei                       | 268    |
| 15.   | BDC Marcpol                                | Polen                        | 248    |
| 16.   | HKSI Pro Cycling Team                      | Hongkong                     | 236    |
| 17.   | MTN Qhubeka                                | Sudafrika                    | 220    |
| 18.   | UnitedHealthcare Professional Cycling Team | Vereinigte Staaten           | 217    |
| 19.   | Rapha Condor JLT                           | Vereinigtes Konigreich       | 199    |
| 20.   | Bridgestone Anchor Cycling Team            | Japan                        | 190    |
|       | ...                                        |                              |        |
| 28.   | Team Vorarlberg                            | Osterreich                   | 109    |
| 31.   | Team NetApp-Endura                         | Deutschland                  | 99     |
| 60.   | IAM Cycling                                | Schweiz                      | 32     |

| Platz | Nation                       | Punkte |
| ----- | ---------------------------- | ------ |
| 1.    | Iran                         | 1473   |
| 2.    | Kasachstan                   | 845    |
| 3.    | Japan                        | 482    |
| 4.    | Südkorea                     | 370    |
| 5.    | Hongkong                     | 364    |
| 6.    | Malaysia                     | 350    |
| 7.    | Vereinigte Arabische Emirate | 187    |
| 8.    | Usbekistan                   | 176    |
| 9.    | Indonesien                   | 146    |
| 10.   | Thailand                     | 145    |
| 11.   | Libanon                      | 142    |
| 12.   | Indien                       | 134    |
| 13.   | Macau                        | 128    |
| 14.   | Syrien                       | 128    |
| 15.   | Volksrepublik China          | 107    |
| 16.   | Philippinen                  | 59     |
| 17.   | Chinesisch Taipeh            | 55     |
| 18.   | Laos                         | 48     |
| 19.   | Mongolei                     | 31     |
| 20.   | Irak                         | 27     |
| 20.   | Singapur                     | 27     |

| Platz | Nation (U23)        | Punkte |
| ----- | ------------------- | ------ |
| 1.    | Kasachstan          | 811    |
| 2.    | Iran                | 164    |
| 3.    | Malaysia            | 110    |
| 4.    | Hongkong            | 81     |
| 5.    | Macau               | 80     |
| 6.    | Südkorea            | 71     |
| 7.    | Indien              | 41     |
| 8.    | Usbekistan          | 40     |
| 9.    | Japan               | 25     |
| 10.   | Irak                | 21     |
| 11.   | Libanon             | 20     |
| 12.   | Syrien              | 16     |
| 13.   | Indonesien          | 10     |
| 13.   | Thailand            | 10     |
| 15.   | Volksrepublik China | 8      |
| 16.   | Brunei              | 6      |
| 17.   | Mongolei            | 4      |
| 18.   | Philippinen         | 2      |
| 18.   | Chinesisch Taipeh   | 2      |

* U23-Fahrer 

** suspendiert

## Rennkalender

### Oktober 2013
| Datum   | Rennen             | Kat. |         | Sieger         | Team                    |
| ------- | ------------------ | ---- | ------- | -------------- | ----------------------- |
| 6.      | Tour of Almaty     | 1.2  | Details | Maxim Iglinski | Kasachstan              |
| 20.     | Japan Cup          | 1.HC | Details | Michael Rogers | Team Saxo-Tinkoff       |
| 20.–28. | Tour of Hainan     | 2.HC | Details | Moreno Hofland | Belkin-Pro Cycling Team |
| 22.–23. | Tour de Jawa Barat | 2.2  |         | abgesagt       |                         |
| 25.–31. | Tour d’Indonesia   | 2.2  |         | abgesagt       |                         |

### November 2013
| Datum   | Rennen                             | Kat. | Sieger              | Team                      |
| ------- | ---------------------------------- | ---- | ------------------- | ------------------------- |
| 2.–5.   | Banyuwangi Tour de Ijen            | 2.2  | Mirsamad Pourseyedi | Tabriz Petrochemical Team |
| 2.–10.  | Tour of Taihu Lake                 | 2.1  | Jurij Metluschenko  | Torku Şekerspor           |
| 10.     | Tour de Okinawa                    | 1.2  | Shō Hatsuyama       | Bridgestone Anchor        |
| 12.     | Tour of Nanjing                    | 1.2  | Alois Kaňkovský     | ASC Dukla Prag            |
| 16.–18. | Tour de Fuzhou                     | 2.2  | Rahim Ememi         | RTS-Santic Racing Team    |
| 22.–25. | Sharjah International Cycling Tour | 2.2  | Roman Van Uden      | Frankie's                 |

### Dezember 2013
| Datum | Rennen                            | Kat. | Sieger                        | Team                         |
| ----- | --------------------------------- | ---- | ----------------------------- | ---------------------------- |
| 4.–7. | Tour of Al Zubarah                | 2.2  | Yousef Mirza Bani Hammad      | Vereinigte Arabische Emirate |
| 15.   | CFI International Race 1 - Mumbai | 1.2  | Nur Amirul Fakhruddin Marzuki | Terengganu Cycling Team      |
| 17.   | CFI International Race 2 - Jaipur | 1.2  | Anwar Azis Muhd Shaiful       | Terengganu Cycling Team      |
| 22.   | CFI International Race 3 - Delhi  | 1.2  | Mohd Nor Umardi Rosdi         | Terengganu Cycling Team      |

### Februar
| Datum   | Rennen           | Kat. | Sieger              | Team                      |
| ------- | ---------------- | ---- | ------------------- | ------------------------- |
| 5.–8.   | Dubai Tour       | 2.1  | Taylor Phinney      | BMC Racing Team           |
| 9.–14.  | Tour of Qatar    | 2.HC | Niki Terpstra       | Omega Pharma-Quick Step   |
| 18.–23. | Tour of Oman     | 2.HC | Chris Froome        | Team Sky                  |
| 27.–8.  | Tour de Langkawi | 2.HC | Mirsamad Pourseyedi | Tabriz Petrochemical Team |

### März
| Datum  | Rennen         | Kat. | Sieger           | Team                  |
| ------ | -------------- | ---- | ---------------- | --------------------- |
| 9.–13. | Tour de Taiwan | 2.1  | Rémy Di Gregorio | La Pomme Marseille 13 |

### April
| Datum   | Rennen                      | Kat. | Sieger             | Team                                |
| ------- | --------------------------- | ---- | ------------------ | ----------------------------------- |
| 1.–6.   | Tour of Thailand            | 2.2  | Yasuharu Nakajima  | Aisan Racing Team                   |
| 21.–24. | Le Tour de Filipinas        | 2.2  | Mark Galedo        | Team 7 Eleven Road Bike Philippines |
| 27.     | Melaka Chief Minister's Cup | 1.2  | Aleksandr Pliușkin | Skydive Dubai Pro Cycling Team      |

### Mai
| Datum   | Rennen                                      | Kat. | Sieger              | Team                           |
| ------- | ------------------------------------------- | ---- | ------------------- | ------------------------------ |
| 6.–10.  | Tour de Khatulistiwa                        | 2.2  | abgesagt            |                                |
| 18.–25. | Tour of Japan                               | 2.1  | Mirsamad Pourseyedi | Tabriz Petrochemical Team      |
| 29.–1.  | Tour de Kumano                              | 2.2  | Francisco Mancebo   | Skydive Dubai Pro Cycling Team |
| 29.     | Asienmeisterschaft - Einzelzeitfahren       | CC   | Dmitri Grusdew      | Kasachstan                     |
| 29.     | Asienmeisterschaft - Einzelzeitfahren (U23) | CC   | Wiktor Okischew     | Kasachstan                     |
| 31.     | Asienmeisterschaft - Straßenrennen (U23)    | CC   | Wadim Galejew       | Kasachstan                     |

### Juni
| Datum   | Rennen                             | Kat. | Sieger                               | Team                      |
| ------- | ---------------------------------- | ---- | ------------------------------------ | ------------------------- |
| 1.      | Asienmeisterschaft - Straßenrennen | CC   | Ruslan Tleubajew                     | Kasachstan                |
| 7.–15.  | Tour de Singkarak                  | 2.2  | Amir Zargari                         | Pishgaman Yazd            |
| 8.–15.  | Tour de Korea                      | 2.1  | Hugh Carthy                          | Rapha Condor JLT          |
| 17.–22. | Tour of Iran                       | 2.1  | Ghader Mizbani                       | Tabriz Petrochemical Team |
| 21.     | Golan I                            | 1.2  | abgesagt wegen Bürgerkrieg in Syrien |                           |
| 23.     | Golan II                           | 1.2  | abgesagt wegen Bürgerkrieg in Syrien |                           |
| 26.     | Golan III                          | 1.2  | abgesagt wegen Bürgerkrieg in Syrien |                           |

### Juli
| Datum  | Rennen               | Kat. | Sieger         | Team                    |
| ------ | -------------------- | ---- | -------------- | ----------------------- |
| 6.–19. | Tour of Qinghai Lake | 2.HC | Ilja Dawidenok | Continental Team Astana |

### August
| Datum  | Rennen          | Kat. | Sieger       | Team             |
| ------ | --------------- | ---- | ------------ | ---------------- |
| 30.–5. | Tour of China I | 2.1  | Kamil Grądek | BDC-Marcpol Team |

### September
| Datum   | Rennen             | Kat. | Sieger            | Team                      |
| ------- | ------------------ | ---- | ----------------- | ------------------------- |
| 6.–7.   | Tour of East Java  | 2.2  | Ghader Mizbani    | Tabriz Petrochemical Team |
| 8.–14.  | Tour of China II   | 2.1  | Boris Schpilewski | RTS-Santic Racing Team    |
| 13.–15. | Tour de Hokkaidō   | 2.2  | Joshua Prete      | Team Budget Forklifts     |
| 24.–28. | Tour de Brunei     | 2.2  | abgesagt          |                           |
| 26.–30. | Tour of Mazandaran | 2.2  | abgesagt          |                           |

### Oktober
| Datum   | Rennen                  | Kat. | Sieger            | Team                    |
| ------- | ----------------------- | ---- | ----------------- | ----------------------- |
| 5.      | Tour of Almaty          | 1.1  | Alexei Luzenko    | Astana Pro Team         |
| 16.–19. | Banyuwangi Tour de Ijen | 2.2  | Peter Pouly       | Singha Infinite Cycling |
| 19.     | Japan Cup               | 1.HC | Nathan Haas       | Garmin Sharp            |
| 22.–23. | Tour de Jawa Barat      | 2.2  | abgesagt          |                         |
| 20.–28. | Tour of Hainan          | 2.HC | Julien Antomarchi | La Pomme Marseille 13   |

### November
| Datum   | Rennen                             | Kat. | Sieger              | Team                           |
| ------- | ---------------------------------- | ---- | ------------------- | ------------------------------ |
| 1.–9.   | Tour of Taihu Lake                 | 2.1  | Sam Witmitz         | Team Budget Forklifts          |
| 9.      | Tour de Okinawa                    | 1.2  | Nariyuki Masuda     | Utsunomiya Blitzen             |
| 11.     | Tour of Yancheng Costal Wetlands   | 1.2  | Jesse Kerrison      | Team Budget Forklifts          |
| 14.–16. | Tour of Fuzhou                     | 2.2  | Mirsamad Pourseyedi | Tabriz Petrochemical Team      |
| 28.–1.  | Sharjah International Cycling Tour | 2.2  | Aleksandr Pliușkin  | Skydive Dubai Pro Cycling Team |

### Dezember
| Datum   | Rennen             | Kat. | Sieger         | Team                           |
| ------- | ------------------ | ---- | -------------- | ------------------------------ |
| 13.–17. | Jelajah Malaysia   | 2.2  | Rafaâ Chtioui  | Skydive Dubai Pro Cycling Team |
| 17.–20. | Tour of Al Zubarah | 2.2  | Azzedine Lagab | Algerien                       |